# Omorgus scutellaris
Omorgus scutellaris is een keversoort uit de familie beenderknagers (Trogidae). De wetenschappelijke naam van de soort is voor het eerst geldig gepubliceerd in 1823 door Say.